# Allan Kierstein Jepsen
Allan Kierstein Jepsen  (* 4. Juli 1977 in Kolding) ist ein ehemaliger dänischer Fußballspieler. Der Abwehrspieler debütierte 2005 in der dänischen Nationalmannschaft.

## Werdegang

### Karrierestart
Jepsen begann mit dem Fußballspielen bei Stilling IF. Anfang der 1990er Jahre wechselte er in die Jugend von Brøndby IF. Dort entdeckten ihn die Verantwortlichen der Dansk Boldspil Union und beriefen ihn in die Juniorennationalmannschaften des Verbandes. Am 14. April 1992 lief er an der Seite der späteren Profispieler Jon Dahl Tomasson, Ulrich Vinzents und David Nielsen beim 6:0-Erfolg über die österreichische Nachwuchsnationalmannschaft im Rahmen eines Nachwuchsturniers in Graz erstmals im Nationaljersey auf. 
Später wechselte Jepsen zur Jugendabteilung von Aarhus GF. Hier kehrte er am 12. Mai 1994 beim 1:0-Erfolg über die finnische Nachwuchsmannschaft in die Verbandsmannschaften zurück und lief erstmals in der U-19-Landesauswahl auf. In der Folge hielt er sich in der Auswahlmannschaft und rückte 1996 zudem bei seinem Verein in den Kader der Männermannschaft auf. Am 6. September des Jahres debütierte er als Einwechselspieler in der Superliga, als er bei der 0:1-Auswärtsniederlage bei Odense BK in der 81. Spielminute für Thomas Thorninger eingewechselt wurde. In 23 Spieleinsätzen im Laufe der Spielzeit 1996/97 trug er an der Seite von Stig Tøfting, Håvard Flo und Martin Jørgensen zum Erreichen des dritten Tabellenplatzes hinter Meister Brøndby IF und Vejle BK bei.

### Glücklos in Deutschland und der Niederlande
Jürgen Wähling, der als Talent-Sichter für den Hamburger SV arbeitete, entdeckte Jepsen in Dänemark. Auf sein Anraten verpflichtete der norddeutsche Traditionsverein den Abwehrspieler. Am 3. Spieltag der Bundesliga-Spielzeit 1997/98 kam er zu seinem Debüt im deutschen Profifußball, als Frank Pagelsdorf ihn bei der 1:2-Auswärtsniederlage beim FC Hansa Rostock in der Halbzeitpause für Dirk Weetendorf einwechselte. Bereits am folgenden Spieltag stand er bei der 0:2-Niederlage gegen den FC Bayern München erstmals in der Startelf, konnte sich aber nicht auf Dauer in der Mannschaft halten und kam in seiner ersten Spielzeit zu zwölf Bundesligaspielen. Auch in seinem zweiten jahr für den HSV hielt er sich nur phasenweise in der Startelf und erzielte bei der 1:2-Niederlage bei Borussia Dortmund am 24. November 1998 seinen einzigen Bundesligatreffer.
Im Sommer 1999 verließ Jepsen den Hamburger SV in Richtung Niederlande. Neuer Arbeitgeber in der Ehrendivision wurde der SC Heerenveen. In der Abwehrkette um Spieler wie Gérard de Nooijer, Johan Hansma und Ronny Venema blieb er jedoch erneut nur Ergänzungsspieler. 

### Rückkehr nach Dänemark
Nach anderthalb Jahren beim SC Heerenveen kehrte Jepsen in die dänische Superliga zurück. Der Abwehrspieler heuerte bei Aalborg BK an, bei dem er sich als Stammspieler in der Abwehrkette an der Seite von Thomas Bælum und Klebér Saarenpää etablierte. In der Spielzeit 2001/02 stand er in allen 33 Saisonspielen in der Startelf, einzig bei der 0:1-Niederlage gegen den FC Midtjylland wurde er in der 76. Spielminute von Trainer Peter Rudbæk vorzeitig vom Platz genommen. Als Dauerbrenner empfahl er sich für die Nationalmannschaft und kam am 6. März 2002 bei der 0:1-Niederlage in einem inoffiziellen Länderspiel an der Seite von Lars Jacobsen, Thomas Frandsen und Martin Albrechtsen in der Defensive zu seinem ersten Einsatz im Nationaljersey.
Auch unter dem in der Folgesaison verpflichteten Trainer Poul Erik Andreasen und dessen Nachfolger Erik Hamrén gehörte Jepsen zu den Stammkräften. An der Seite von Rasmus Würtz, Martin Ericsson und David Nielsen erreichte er 2004 das Pokalfinale gegen den FC Kopenhagen. Das Spiel endete durch ein Tor von Morten Bisgaard mit einer 0:1-Niederlage, da der Hauptstadtklub jedoch Landesmeister wurde, zog Jepsen mit seiner Mannschaft in den UEFA-Pokal 2004/05 ein. Dort scheiterte er mit der Mannschaft in der ersten Runde an AJ Auxerre, wobei er in beiden Spielen zum Einsatz kam. Am Ende der Spielzeit 2004/05, in der er in 32 Spielen zum Einsatz gekommen war, erreichte er mit dem Klub den vierten Rang. Nach fast 150 Erstliga-Spielen für den Verein bekam er zudem erstmals die Gelegenheit, sich in einem offiziellen Länderspiel zu beweisen. Am 2. Juni 2005 kam er als Einwechselspieler für Niclas Jensen in der 71. Minute beim 1:0-Sieg über Finnland zu seinem „richtigen“ Nationalmannschaftsdebüt. 
Jepsen konnte sich nicht in der Nationalmannschaft behaupten. Bei seinem Verein gehörte er jedoch weiterhin zu den Stammkräften. Bis zur Winterpause der Spielzeit 2005/06 stand er in 19 der 20 Ligaspiele für den Klub auf dem Spielfeld.

### Wechsel nach Norwegen und erneute Rückkehr
Im März 2006 nutzte Jepsen eine Klausel seines Vertrages, wonach er für eine Ablösesumme in Höhe von 2,5 Millionen dänische Kronen aus seinem Vertrag aussteigen kann, und wechselte zum norwegischen Klub Vålerenga IF. Für den amtierenden norwegischen Meister bestritt er im Laufe der Spielzeit 2006 alle 26 Ligaspiele. Damit spielte er sich zurück in die Nationalmannschaft und kam am 31. Mai 2006 bei der 0:2-Niederlage gegen Frankreich zu seinem zweiten Länderspieleinsatz. An der Seite von Ronny Johnsen, Daniel Fredheim Holm und Kjetil Wæhler trat er mit seinem Klub in der Qualifikation zur UEFA Champions League 2006/07 an, scheiterte jedoch an Mladá Boleslav.
In den beiden folgenden Spielzeiten gehörte Jepsen in weiten Teilen weiterhin zur Stammelf. Mit der Mannschaft zog er 2008 ins Pokalfinale gegen den Meister Stabæk IF ein. Durch jeweils zwei Tore von Mohammed Abdellaoue und Holm gelang ein 4:1-Triumph, bei dem Jepsen über die komplette Spieldauer auf dem Feld stand.
Zu Beginn der Spielzeit 2009 kam Jepsen kaum noch zum Zug. Daher verließ er im Sommer des Jahres den Klub und kehrte abermals in sein Heimatland zurück. Bei Randers FC unterschrieb er im Juni einen bis Silvester 2009 gültigen Halbjahres-Vertrag und wechselte in dessen Anschluss zur Aachener Alemannia bis Saisonende. Nach 15 Einsätzen in der deutschen Zweitklassigkeit folgte Jepsens erneute Rückkehr in die Heimat, wo er Ende Juni 2010 einen Vertrag beim Aufsteiger in die Superliga, dem AC Horsens, unterschrieb.
Nach der Saison 2010/11 beendete Allan Kierstein Jepsen seine aktive Karriere.